# Idiops nilopolensis
Espèce
Idiops nilopolensis est une espèce d'araignées mygalomorphes de la famille des Idiopidae.

## Distribution
Cette espèce est endémique de l'État de Rio de Janeiro au Brésil,

## Description
Le mâle décrit par Fonseca-Ferreira, Guadanucci, Yamamoto et Brescovit en 2021 mesure 16,9 mm et la femelle 15,7 mm.

## Étymologie
Son nom d'espèce, composé de nilopol[is] et du suffixe latin -ensis, « qui vit dans, qui habite », lui a été donné en référence au lieu de sa découverte, Nilópolis.

## Publication originale
- Mello-Leitão, 1923 : « Theraphosideas do Brasil. » Revista do Museu Paulista, vol. 13, p. 1-438.